# آلما (کلرادو)
آلما (به انگلیسی: Alma) شهری در ایالت کلرادو کشور ایالات متحده آمریکا است که جمعیت آن در سرشماری سال ۲۰۱۰ میلادی، ۲۷۰ نفر بوده‌است.

## نگارخانه

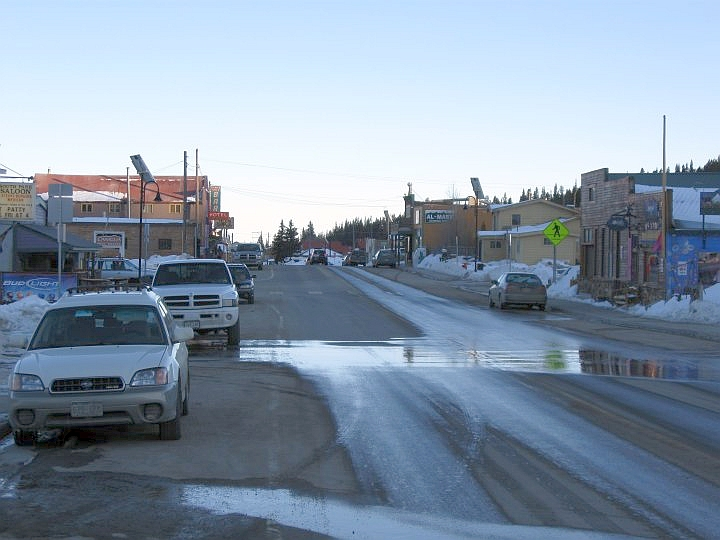
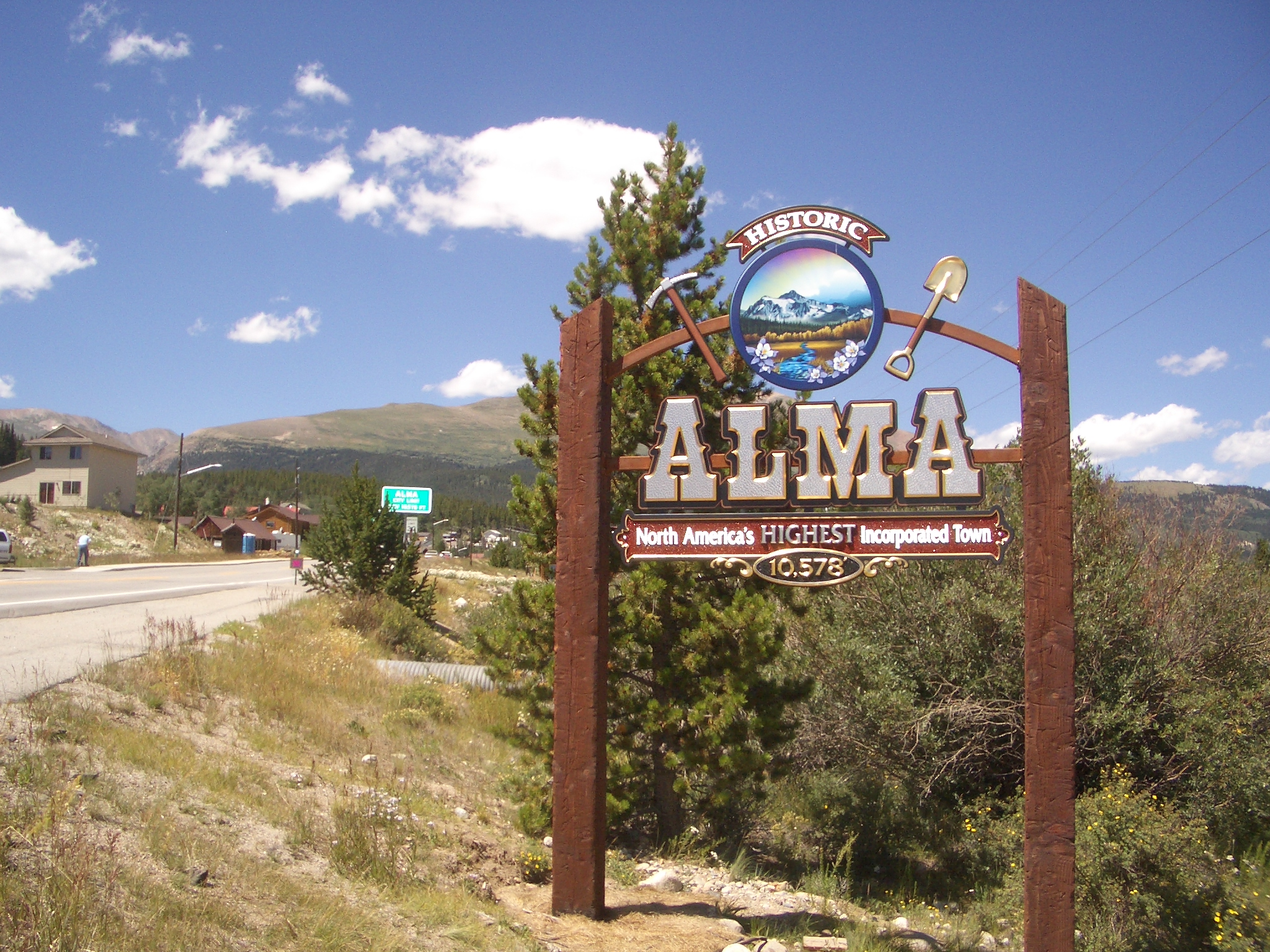
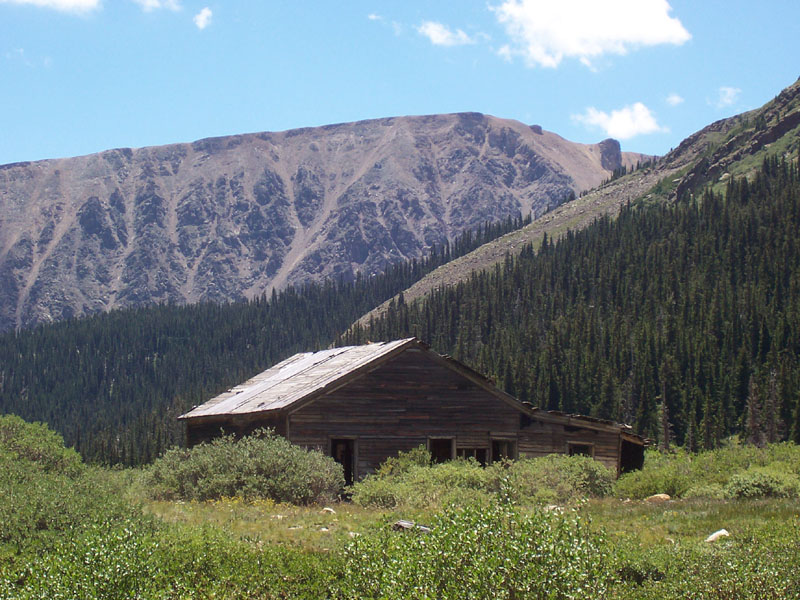